# 케이시 샌더
케이시 샌더(영어: Casey Sander, 1956년 7월 6일 ~ )는 미국의 배우이다. 시트콤 《빅뱅 이론》, 드라마 《에이전트 카터》에 출연했다.

## 출연 작품
- 헤븐스 레인 (2011)
- 크레이지 온더 아웃사이드 (2010)
- 더 컴백스 (2007)
- 페니 드레드풀 (2006)
- 식스틴 블럭 (2006)
- 라스베가스 (2003)
- 갓, 더 데블 앤 밥 (2000)
- 고공납치 (1996)
- 크로스컷 (1996)
- 또다른 진실 (1995)
- 현대판 왕자와 거지 (1994, Summertime Switch)
- 그레이스 언더 파이어 (1993)
- 리오 디아블로 (1993)
- 와일드 오키드 2 (1992)
- 옛 연인들의 데이트 (1991)
- 이중 간첩(영어판) (1991)
- 해변의 축제 (1990)
- 녹색 화성인 (1990)
- 프레데터 2 (1990)
- 앵커우먼의 실종 (1989)
- 펀치라인 (1988)
- 드라그넷 (1987)
- 스튜어디스 스쿨 (1986)
- 랫보이 (1986)
- 정의의 거리 (1985)
- 내 이름은 펑키 (1984)

### 텔레비전
- 낫츠 랜딩 (1979)
- 달라스 (1978)
- 우리 생애 나날들 (1965)